# Dabiq
Dabiq (دابق) is een plaats in het noorden van Syrië in het district A'zaz van het gouvernement Aleppo. 
De naam Dabiq dient te worden onderscheiden van het gelijknamige ISIS-propagandamagazine El Dabiq dat aan deze stad zijn naam heeft ontleend.

## Oudheid
In zijn verslag van de veldtocht naar de Levant (849 v.Chr.) vermeldt  de Assyrische koning Salmanasser III dat hij na de Eufraat overgestoken te zijn een zestal  versterkte steden van Ahinu, zoon van Adini tot overgave dwingt. Daaronder is ook Da-bi-gu aan de bovenloop van de Quweiq dat algemeen met Dabiq geïdentificeerd wordt.

## Islamitische tijd
Bij Dabiq vond de beslissende slag plaats (slag om Marj Dabiq) tussen het Ottomaanse rijk en het mammelukse sultanaat in 1516. Omdat in een hadith Dabiq wordt genoemd als de plaats waar de Malahim (Armageddon) zal plaatsvinden heeft IS een glossy vernoemd naar de plaats.